# I Trust
I Trust è il quarto EP del gruppo musicale sudcoreano (G)I-dle, pubblicato il 6 aprile 2020 su etichetta discografica Cube Entertainment.
L'EP è disponibile in due versioni e contiene quattro tracce, tra cui l'apri-pista Oh My God.

## Tracce
1. Oh My God – 3:15 (Soyeon, Yummy Tone)
2. Luv U – 3:33 (Soyeon, Yummy Tone)
3. Maybe – 3:00 (Soyeon, Min Lee "collapsedone)
4. Lion – 3:30 (Soyeon, Yummy Tone)
5. Oh My God (versione inglese) – 3:15 (Soyeon, Yummy Tone)

## Successo commerciale
L'EP ha debuttato in vetta alla Circle Chart venendo 147 620 copie. Nella classifica giapponese delle vendite fisiche e digitali ha invece esordito al 48º posto con 626 esemplari.

## Classifiche
| Classifica (2020) | Posizione massima |
| ----------------- | ----------------- |
| Corea del Sud     | 1                 |
| Polonia           | 30                |

## Date di pubblicazione
| Paese         | Data          | Formato                      | Eticietta                     | Note  |
| ------------- | ------------- | ---------------------------- | ----------------------------- | ----- |
| Corea del Sud | 6 aprile      | download digitale, streaming | Cube, Kakao M                 | [ 7 ] |
| Stati Uniti   | 6 aprile      | download digitale, streaming | Cube, Republic                | [ 1 ] |
| Vari          | 6 aprile      | download digitale, streaming | Cube, U-Cube, Universal Music | [ 8 ] |
| Corea del Sud | 7 aprile 2020 | CD                           | Cube, U-Cube, Universal Music |       |
| Giappone      | 7 aprile 2020 | CD                           | U-Cube                        | [ 9 ] |